# Корчинский, Адриан Иванович
Адриа́н Ива́нович Корчи́нский (13 марта 1959, Львов — 2 марта 2025, Москва) — советский и российский композитор, дирижёр и пианист, член Союза композиторов России. Лауреат премии ЮНЕСКО.

## Биография
Начал учиться музыке во Львове, затем в 1977 году окончил в Москве Центральную музыкальную школу при Московской государственной консерватории имени П. И. Чайковского, а в 1982 г. — Московскую консерваторию (класс фортепиано Льва Наумова, класс композиции Тихона Хренникова).
Основные работы Адриана Корчинского: Двойной концерт для скрипки и виолончели, Симфония для альта и оркестра «Орфей и Эвридика», Концерт для альта, Органный и струнный оркестр «Семь слов Иисуса на кресте», Две сонаты для скрипки и фортепиано, Соната Для виолончели и фортепиано, музыка для «Процесс» Кафки, квинтет «Curriculum Vitae», квартет «Mind Games», музыка, созданная для художественных фильмов «Тесты для настоящих мужчин» и «Северного света» и других камерных, вокальных и органных композиций. Кроме того, одной из его последних оркестровых работ является «Четыре стихии»- Концерт для скрипки, струнного оркестра и фортепиано, вдохновленный рисунками XIX века японского художника Кацушики Хокусай.
Записал 23 Мазурки Фредерика Шопена.
В 1982 году удостоен премии ЮНЕСКО за Партиту для струнных, ударных и органа.
Сочинял эстрадные песни, вошедшие в репертуар таких исполнителей, как Бисер Киров, Лариса Долина, Ирина Понаровская, Ирина Аллегрова, Иосиф Кобзон, Николай Караченцов, Елена Степанова, Дмитрий Харатьян, Наталья Нурмухамедова.
В 1996—1997 годах занимался музыкальным оформлением телеканала НТВ, в 2000—2001 годах — телеканала «Культура».
Скончался вечером 2 марта 2025 года в своей московской квартире на 66-м году жизни от приступа гипертонии. Прощание прошло 6 марта в закрытом формате, после чего тело кремировано, а урна с прахом будет похоронена на Востряковском кладбище.

## Фильмография

### Композитор
- 1998 — Тесты для настоящих мужчин
- 2001 — Северное сияние

## Телевидение

### Композитор
- Российские университеты:
  - «Газетные новости» (1995)
- НТВ:
  - «Сегодня. Прогноз погоды» (1996—1998), использовалась минусовка песни «Дорожка звуковая», звучавшей в исполнении Николая Гнатюка. Тот же трек использовался в прогнозе погоды на международном канале NTVi с 1997 по 2001 год.
  - «Сегодня» (1996—1998)
  - «Я — телохранитель» (1996—1999)
  - «Герой дня без галстука» (1997—2001)
  - «Новости кино» (1997—1998), также на НТВ-Плюс Мир кино
  - «Криминал» (1998—2002)
  - «Итого» (1999—2002), также на ТВ-6

- Культура:
  - заставки и перебивки канала (2000—2001)[4]
  - «Блеф-клуб» (2000—2007) заставка
  - «Тем временем» (2000—2010)

- РТР: «Вести», «Спорт», «Погода» (2000—2001)

## Избранные песни
- «Поворот» (слова В. Волконской), исполняет Ирина Понаровская
- «Фата Моргана» (слова Анатолия Поперечного), исполняет Лариса Долина
- «Актёры и роли» (слова Бориса Дубровина), исполняет Дмитрий Харатьян
- «Мир полон звуков» (слова Анатолия Поперечного), исполняет Ирина Аллегрова
- «Танец на воздушных шарах» (слова Владимира Степанова), исполняет Наталья Нурмухамедова, лауреат Песни-86
- «Твоя рука» (слова Бориса Дубровина), исполняют Николай Караченцов и Елена Степанова[2]
- «Звуковая дорожка» (слова Владимира Степанова), исполняет Николай Гнатюк[8]. Долгое время была темой прогноза погоды на телеканале НТВ.